# Lijst van gouverneurs van Nederlands-Mauritius
Dit is een lijst van gouverneurs van Nederlands-Mauritius, het huidige Mauritius.
| 1638-1639 | Cornelis Gooyer       |
| 1639-1645 | Adriaan van der Stel  |
| 1645-1648 | Jacob van der Meersch |
| 1648-1653 | Reinier Por           |
| 1653-1656 | Maximiliaan de Jongh  |
| 1656-1658 | Abraham Evertsz.      |

Tussen 1658 en 1664 was het eiland verlaten. In 1664 besloot de Vereenigde Oostindische Compagnie opnieuw een poging tot kolonisatie te wagen.
| 1664-1665 | Jacobus van Nieuwlant                                                          |
| 1665-1673 | Georg Friedrich Wreede; in 1668-1669 is hij vervangen door Dirck Jansz. Smient |
| 1673-1677 | Hubert Hugo                                                                    |
| 1677-1692 | Isaac Lamotius                                                                 |
| 1692-1703 | Roelof Diodati                                                                 |
| 1703-1710 | Adriaan Momber van der Velde                                                   |

In 1710 verliet de laatste Nederlander het eiland.